# Plectris pusio
Plectris pusio är en skalbaggsart som beskrevs av Frey 1967. Plectris pusio ingår i släktet Plectris och familjen Melolonthidae. Inga underarter finns listade i Catalogue of Life.